# North Johns (Alabama)
North Johns es un pueblo ubicado en el condado de Jefferson en el estado estadounidense de Alabama. En el censo de 2000, su población era de 142.

## Demografía
En el 2000 la renta per cápita promedia del hogar era de $ 23.750$, y el ingreso promedio para una familia era de 33.750$. El ingreso per cápita para la localidad era de 8.149$. Los hombres tenían un ingreso per cápita de 35.375$ contra 7.083$ para las mujeres.

## Geografía
North Johns está situado en 33°22′1″N 87°6′5″O / 33.36694, -87.10139 (33.366880, -87.101486).
Según la Oficina del Censo de los EE. UU., la ciudad tiene un área total de 0.19 millas cuadradas (0.50 km²).